# 约翰·沙特克
约翰·霍华德·弗朗西斯·沙特克（John Howard Francis Shattuck）是一位国际法学者和人权领袖。他曾担任美国驻捷克大使、美国国务院助理国务卿、哈佛大学副校长、中欧大学第四任校长。他是哈佛大学肯尼迪学院的高级研究员。

## 生平
沙特克生于1943年。他于1965年获得耶鲁大学学士学位，1967年获得剑桥大学克莱尔学院国际法一等荣誉硕士学位，1970年获得耶鲁大学法学院法学博士学位。
他的第一个职位是1971-76年美国公民自由联盟的国家参谋顾问。他于1967年至1984年担任华盛顿办事处的执行主任和国家工作人员法律顾问，处理了许多著名的公民权利和自由案件，包括Halperin诉基辛格案。
从1984年到1993年，他被任命为哈佛大学负责政府、社区和公共事务的副校长，并于1986年开始担任哈佛大学法学院讲师以及哈佛大学肯尼迪学院科学、技术和公共政策项目高级助理。
1993年至1998年，他在比尔·克林顿总统领导下担任美国负责民主、人权和劳工事务的助理国务卿，在联合国设立卢旺达和前南斯拉夫问题国际刑事法庭方面发挥了关键作用，与国务卿马德琳·奥尔布赖特密切合作。1995年，他是第一位接触波斯尼亚斯雷布雷尼察种族灭绝幸存者的国际外交官，为联合国安理会投票授权北约干预波斯尼亚收集证据。在此期间，他拜访了中国持不同政见者魏京生，中国政府以此会面为借口逮捕并重新监禁了魏京生。
沙特克于1998年至2000年担任美国驻捷克共和国大使。
2001年，他成为约翰·肯尼迪图书馆基金会的首席执行官，并于2007年成为塔夫茨大学的高级研究员，教授国际关系。
2009年，他成为中欧大学的第四任校长，并兼任法律研究和国际关系教授，教授一门名为“美国外交政策、人权和法治”的跨学科课程。